# Gambusia
Chi Cá ăn muỗi (Danh pháp khoa học: Gambusia) là một chi cá nước ngọt trong họ cá khổng tước Poeciliidae thuộc bộ cá chép răng Cyprinodontiformes.